# Datura reburra
Datura reburra är en potatisväxtart som beskrevs av Arthur Barclay. Datura reburra ingår i släktet spikklubbor, och familjen potatisväxter. Inga underarter finns listade i Catalogue of Life.